# Chronologie de la guerre du Golfe
Pour un article plus général, voir Guerre du Golfe (1990-1991).
Cette chronologie de la guerre du Golfe présente les évènements marquants qui encadrent et constituent le conflit qui oppose l'Irak à une coalition de 35 États dirigée par les États-Unis.

## Genèse du conflit
- Le 16 mars 1988 : l'armée irakienne bombarde à l'arme chimique la ville kurde d'Halabja, il y a plus de cinq mille morts et environ sept mille blessés et handicapés à vie[1].
- Le 9 août 1988 : le Koweït décide d'augmenter sa production pétrolière, notamment dans les puits de Rumaila à cheval sur la frontière irako-koweïtienne dans une région revendiquée par l'Irak. Le Koweït viole ainsi les accords signés à l'OPEP, produisant 2,1 millions de barils par jour au lieu d'un million prévu par ces accords[2].

- Le 18 juillet 1990 : le gouvernement irakien accuse le Koweït de lui voler son pétrole à partir des nappes de Rumaila. Saddam Hussein accuse l'émir koweïtien Jaber Al-Ahmad Al-Sabah et les Émirats arabes unis de dépasser leurs quotas de production et d'empêcher ainsi un relèvement par le marché du prix du pétrole alors que les revenus de l'Irak dépendent à 90 % du pétrole. Ayant une dette de 80 milliards de dollars US (contractée pour se fournir en armements pour la guerre Iran-Irak), l'Irak exige du Koweït l'annulation d'une créance de 10 milliards de dollars US. Le ton monte et l'Irak décide de regrouper des troupes à la frontière du Koweït, ce dernier ayant un accord militaire avec les États-Unis qui prévoit une intervention américaine en cas d'agression du pays. Cet accord est nié par les autorités américaines, ce qui a pu pousser Saddam Hussein à attaquer selon un accord tacite donné par l'ambassadrice des États-Unis en Irak, April Glaspie (en)[3].

- Le 27 juillet 1990 : à la suite des demandes de l'Irak, l'Organisation des pays exportateurs de pétrole décide, pour la première fois depuis décembre 1986, un relèvement du prix du baril de 18 à 21 dollars US. Ce qui représente pour l'Irak un gain annuel de 4 milliards de dollars US, mais insuffisant au regard de ses besoins[2].

### L'invasion du Koweït
- 2 août 1990 :
  - À 2 h 0, début de l'invasion du Koweït par l'Irak, Saddam Hussein lance l'élite de son armée à l'assaut de l'émirat. La petite armée koweïtienne est balayée, l'émir et une partie de sa famille échappent de justesse aux commandos irakiens. En quatre heures, l'opération est terminée.
  - Réaction immédiate des États-Unis. Le président George H. W. Bush téléphone à plus de soixante chefs d'État et de gouvernement en quelques jours, avec comme but de leur faire prendre une position commune, afin qu'en cas de confrontation, Saddam Hussein, ait en face de lui le monde entier et non pas seulement les États-Unis.
  - Un cabinet de crise est immédiatement formé, réunissant : James Baker, Dick Cheney, secrétaire à la Défense, le général Brent Scowcroft, conseiller pour la Sécurité nationale, le général Colin Powell, chef des Armées et le général Norman Schwarzkopf, qui deviendra commandant en chef des troupes alliées dans le Golfe. S'ajouteront de façon secondaire le vice-président Dan Quayle et John Sununu, directeur de cabinet du président.
  - Le Conseil de sécurité de l'ONU vote la première des douze résolutions : condamnation de l'invasion du Koweït.

- 6 août 1990 :
  - Le président George H. W. Bush signe l'ordre d'engagement de l'opération « Bouclier du désert ».
  - Le Conseil de sécurité de l'ONU vote une résolution organisant le boycott militaire, commercial et financier de l'Irak, par 13 pour et 2 abstentions (Yémen et Cuba).

- 7 août 1990 :
  - Les premiers régiments américains de la 82e division aéroportée et des « marines » arrivent à Dahran, une immense plate-forme pétrochimique au nord-est de l'Arabie. En trois mois les forces américaines se monteront à 200 000 soldats, un millier d'avions, 700 chars d'assaut et 80 navires de combat.
  - Le général Hansford Johnson (en), chef de la logistique, dira plus tard : « C'est le pont aérien le plus important jamais entrepris par les États-Unis sur une aussi courte période. » 95 % des avions C-5 Galaxy (110 tonnes de fret) et C-141 Starlifter (35 tonnes de fret) du Military Airlift Command ont été mobilisés.
  - En face, l'Irak disposerait de près d'un million de soldats, 4 000 chars et véhicules blindés, 700 avions, de milliers de pièces d'artillerie, et de 700 missiles sol-sol Scud de fabrication soviétique, pouvant transporter une charge chimique.

- 8 août 1990 : le président Saddam Hussein proclame l'annexion du Koweït, la déclare « dix-neuvième province irakienne » et nomme comme gouverneur un de ses proches militants du parti Baas[Qui ?], connu pour sa brutalité, afin de liquider tous les foyers de résistance.

### La prise des otages occidentaux
- 9 août 1990 :
  - L'Irak ferme ses frontières, bloquant dans le pays près de 10 000 ressortissants de pays occidentaux.
  - Début de la présence française sur le terrain pour des missions de contrôle de l'embargo et de soutien militaire aux Émirats arabes unis. Le porte-avions Clemenceau, transformé en porte-hélicoptères de combat, avec 1 800 soldats à son bord, quitte le port de Toulon pour le port de Djibouti.

- 10 août 1990 : sommet de la Ligue arabe au Caire ; l'Irak y est condamné, mais à une faible majorité. La Ligue approuve l'envoi de troupes arabes (égyptiennes, syriennes et marocaines) ainsi que le déploiement des Américains. Pour les remercier, les États-Unis envoient James Baker à Damas pour laver le président syrien Hafez el-Assad de toute accusation de terrorisme et lui laisser imposer sa paix au Liban, et annule la dette que l'Égypte a envers eux.

- 15 août 1990 :
  - Saddam Hussein, après des semaines de négociations, signe la paix avec l'Iran, effaçant les huit ans de guerre et les 500 000 morts irakiens, restituant tous les territoires gagnés entre 1980 et 1988, reconnaissant l'accord frontalier de 1975 donnant à l'Iran le contrôle du Chatt-el-Arab, le débouché des fleuves Tigre et Euphrate dans le Golfe, contre la neutralité de l'Iran.
  - Saddam Hussein retire une dizaine de divisions stationnées face à l'Iran pour les déployer sur le flanc sud face au Koweït.

- 18 août 1990 : le gouvernement irakien annonce que les ressortissants occidentaux des « pays hostiles » sont « invités » à rester en Irak, par « le gouvernement et le peuple irakiens » et seront « hébergés » sur des sites stratégiques. De fait, ils deviennent des « boucliers humains ». Les autres étrangers, ressortissants des pays arabes et asiatiques sont libres de quitter le pays mais en abandonnant tous leurs biens.

- 20 août 1990 : le gouvernement irakien ordonne aux ambassades étrangères établies au Koweït de fermer leurs portes avant le 24 août. La plupart des pays obtempèrent, mais pas les États-Unis, la Grande-Bretagne, la France et l'Italie. L'Union soviétique fait partir son personnel diplomatique mais annonce que « l'ambassade n'est pas fermée ». Le personnel des ambassades va s'organiser pour résister et survivre, sans eau, sans électricité, avec des vivres qui s'épuisent et encerclés par les forces spéciales irakiennes.

- 21 août 1990 : après la prise en otage de ressortissants français par le gouvernement irakien, le président François Mitterrand décide de renforcer la présence aéronavale française dans le golfe Persique.

- 23 août 1990 : Saddam Hussein se présente à la télévision irakienne entouré des otages britanniques ; le monde entier est bouleversé et indigné[4].

### Le vote de l'ONU sur l'embargo
- 25 août 1990 : le Conseil de sécurité de l'ONU vote la résolution 665 autorisant l'usage de la force pour faire respecter l'embargo. Une cinquantaine de bâtiments de guerre de sept nations sont déjà en place en mer Méditerranée, en mer Rouge et dans le golfe Persique.

- 27 août 1990 : la France adopte une attitude de fermeté dans la crise du Golfe.

- 28 août 1990 : conscient de l'effet dramatique de la prestation du 23 août, le gouvernement irakien annonce la libération des femmes et des enfants occidentaux. Cette libération donne de l'espoir aux diplomates qui espèrent une solution possible autre que la guerre.

- 31 août 1990 : les soldats américains stationnés en Arabie saoudite sont au nombre de 80 000, alors que la Grande-Bretagne annonce l'arrivée de sa 7e brigade blindée en provenance d'Allemagne.

- 9 septembre 1990 : Mikhaïl Gorbatchev et George H. W. Bush, lors d'une rencontre à Helsinki, confirment leur union dans la crise et déclarent vouloir démontrer « l'agression ne peut pas payer et ne paiera pas », mais insistent sur leur volonté d'une « solution pacifique de la crise ».

- 11 septembre 1990 : après son discours sur le « nouveau monde » devant le Congrès à majorité démocrate, le président républicain George H. W. Bush est ovationné par les représentants du peuple américain, debout, trente-cinq fois en trente-cinq minutes. Les observateurs politiques soulignent que cela ne s'était plus vu depuis le 8 décembre 1941, lors de la déclaration de guerre au Japon de Franklin Roosevelt après l'attaque de Pearl Harbor.

- 14 septembre 1990 : la résidence de l'ambassadeur de France au Koweït est saccagée par des soldats irakiens ; quatre Français sont enlevés dont un seul sera libéré quelques heures plus tard, l'attaché militaire.

- 15 septembre 1990 : le président français François Mitterrand, après cinq semaines d'hésitation, et à la suite du saccage des locaux diplomatiques au Koweït, décide de l'envoi dans le Golfe, d'un corps expéditionnaire, qui sera porté à 12 000 hommes : la Division Daguet, dont 5 000 soldats de la Force d'action rapide, équipés de chars et d'hélicoptères, et soutenus par une trentaine d'avions de combat, seront déployés sur le flanc ouest du dispositif américain en Arabie saoudite.

### La séance plénière des Nations unies
- 24 septembre 1990 :
  - Après la menace de Saddam Hussein d'attaquer Israël et de détruire les puits de pétrole de la région, le prix du baril de Brent franchit la barre des 40 US dollars (contre 16 $ en juillet). Les marchés boursiers enregistrent, de leur côté, des baisses importantes par rapport à début août (-15,4 % à Wall Street, - 24 % à Paris, - 32 % à Tokyo).
  - L'Assemblée générale des Nations unies accueille quarante chefs d'État ou de gouvernements qui se sont déplacés pour cette occasion. En séance plénière, le président français François Mitterrand confirme la fermeté de la France mais laisse une porte ouverte à la négociation en déclarant que « l'Irak affirme son intention de retirer ses troupes, qu'il libère les otages, et tout devient possible ». Plusieurs pays arabes reconnaissent dans cette ouverture, la prise en compte de leurs propres positions et l'esprit du texte que la Jordanie, le Maroc et l'Algérie avaient préparé au début du mois de septembre.

- 30 septembre 1990 : Saddam Hussein remercie la France de son ouverture diplomatique et affirme souhaiter parvenir à « un règlement équitable et global » de la crise. Cependant, il se réfère à son plan du 12 août dernier qui présentait « une solution globale pour tous les problèmes d'occupation dans la région », faisant allusion à la Syrie occupant le Liban et aux Israéliens occupant la bande de Gaza, la Cisjordanie, le sud Liban et le plateau du Golan.

- 1er octobre 1990 :
  - Le président George H. W. Bush, à la tribune des Nations unies évoque l'évacuation du Koweït en déclarant que cela créerait une « occasion de résoudre le conflit qui oppose les Arabes à Israël ». Les diplomates se demandent si le fait de lier la résolution de la crise du Golfe à la question des territoires occupés, est réellement une concession bien réfléchie de la part du gouvernement américain.
  - Dans les jours qui vont suivre, cette déclaration va déclencher un développement de l'activisme des Palestiniens, alors qu'au Liban, le président Hafez el-Assad redouble d'effort pour briser la résistance chrétienne du général Michel Aoun. Les Américains laissent faire car la Syrie a promis 10 000 soldats et 200 chars pour l'opération « Bouclier du désert ».

- 10 octobre 1990 : une jeune femme témoigne, les larmes aux yeux, devant le congrès américain, des horreurs commises par les armées irakiennes au Koweït. L'événement est retransmis rapidement par les télévisions du monde entier. En fait, ce témoignage était entièrement faux. La jeune fille était la fille de l'ambassadeur du Koweït à Washington. C'est l'Affaire des couveuses au Koweït.

- 23 octobre 1990 : libération par le gouvernement irakien des 300 derniers Français gardés en otages. Les autres occidentaux seront relâchés au fur et à mesure des visites des personnalités à Bagdad, dont l'allemand Brandt, l'anglais Heath, le japonais Nakasone, l'autrichien Kreisky et même une délégation de parlementaires européens, dont le français Jean-Marie Le Pen qui depuis le début déclare son hostilité à l'intervention française dans ce conflit qu'il estime avant tout inter-arabe. Il obtiendra la libération d'une cinquantaine de ressortissants de la communauté européenne.

- 31 octobre 1990 : les militaires du Pentagone, présentent au président George H. W. Bush, la situation militaire, de laquelle il ressort que :
  - l'embargo prendra du temps avant de commencer à être réellement efficace ;
  - l'Irak dispose de stocks considérables et bien protégés ;
  - les forces irakiennes cannibalisent le Koweït, où elles continuent à se renforcer ;
  - l'armée irakienne installe de nouvelles lignes de défense solidement enterrées ;
  - les sapeurs irakiens ont préparé le sabotage des installations pétrolières koweïtiennes.

- 4 novembre 1990 : James Baker entame une tournée de 7 jours en Europe, au Proche-Orient et en Union soviétique. Il négocie avec Mikhaïl Gorbatchev sa neutralité contre la promesse de nouvelles aides économiques et l'assurance de la non-ingérence américaine dans le règlement des revendications d'indépendance dans les pays baltes et dans les pays du Caucase.

- 8 novembre 1990 :
  - Le président George H. W. Bush, convaincu que Saddam Hussein ne reculerait pas devant une force défensive, annonce le doublement des effectifs de l'opération « Bouclier du désert » dans les deux mois, soit 450 000 soldats opérationnels, 1 200 chars et 1 500 avions.
  - La Grande-Bretagne annonce porter ses effectifs de 8 000 à 30 000 soldats placés sous le commandement d'un héros de la guerre des Malouines, le général Peter de la Billière.

- 9 novembre 1990 : James Baker rencontre le président russe Mikhaïl Gorbatchev dans sa datcha des environs de Moscou. Au sujet de la résolution de l'ONU, Gorbatchev dit : « Si ce vote passe et si Saddam ne plie pas, vous comprenez qu'il vous faudra y aller », ce à quoi Baker répondit « nous comprenons ».

- 22 novembre 1990 : le président George H. W. Bush fête le « Thanksgiving Day », avec son épouse Barbara Bush, sur le terrain, avec les « boys », et assiste à un office d'action de grâces sur un bâtiment au large de l'Arabie saoudite. Il déclare : « la liberté et la prospérité dont nous rendons grâces à la Providence sont des motifs de joie, mais aussi notre responsabilité ». Sur le chemin du retour, vers les États-Unis, il rencontre le roi d'Arabie Fahd, le président égyptien Hosni Moubarak et le président syrien Hafez el-Assad à Genève.

### Vote de l'ultimatum par le Conseil de sécurité
- 29 novembre 1990 : le Conseil de sécurité de l'ONU vote la résolution 678 qui rend légitime l'emploi de la force contre l'Irak, et fixant au 15 janvier 1991, minuit, l'ultimatum après lequel les membres des Nations unies seront habilités à contraindre par la force les troupes irakiennes à évacuer le Koweït occupé.

- 30 novembre 1990 : le président George H. W. Bush tente une initiative diplomatique en proposant au ministre irakien des Affaires étrangères, Tarek Aziz, de le rencontrer à la Maison-Blanche, puis d'envoyer James Baker rencontrer Saddam Hussein à Bagdad. Cette initiative débouchera seulement sur une rencontre à Genève le 9 janvier 1991 entre James Baker et Tarek Aziz.

- 6 décembre 1990 : Saddam Hussein tente de reprendre l'initiative en libérant les 300 derniers otages occidentaux et asiatiques qu'il détenait. Annonçant cette libération, il dit : « nous sommes assez forts à présent pour nous passer de boucliers humains ». Cependant, ce geste aura peu d'impact sur l'opinion publique, et cela ne modifia pas la ligne de conduite de George H. W. Bush.

- 26 décembre 1990 : début d'une escalade verbale de quelques jours, qui amène Saddam Hussein à menacer les soldats américains de « fleuves de sang » et d'une « mer de feu ». Il annonce que la grande ville israélienne Tel Aviv sera sa première cible en cas de guerre.

- 1er janvier 1991 : lors de la cérémonie des vœux à l'Élysée, le président François Mitterrand déclare « jusqu'à cette année, nous avions l'ordre, deux superpuissances, et l'équilibre de la terreur. Maintenant, nous avons le désordre. Hier, c'était rassurant ; aujourd'hui, c'est rafraîchissant ».

- 3 janvier 1991 : le président George H. W. Bush demande au Congrès américain d'approuver l'usage de la force contre l'Irak, conformément à la résolution des Nations unies. Le Congrès vote à une majorité de 250 voix contre 183 à la Chambre des représentants et de 52 voix contre 47 et une abstention au Sénat.

### Les ultimes démarches
- 9 janvier 1991 : rencontre à l'hôtel intercontinental de Genève entre James Baker et le ministre irakien Tarek Aziz. Celui-ci refuse finalement de prendre une lettre personnelle du président George H. W. Bush pour Saddam Hussein, dans laquelle il a écrit « vous ne vous rendez pas compte à quel point l'Irak est isolé […] Si vous ne vous retirez pas du Koweït et sans conditions, vous perdrez bien plus que le Koweït », le ministre irakien la jugeant trop menaçante et trop impolie.

- 10 janvier 1991 : selon un sondage, 47 % des Américains étaient favorables à la guerre et 46 % s'y opposaient, alors qu'en août 1990, juste après l'invasion du Koweït, ils étaient 73 % à se déclarer prêts à la guerre.

- 12 janvier 1991 : Javier Pérez de Cuéllar tente une ultime démarche pour éviter la guerre en se rendant à Bagdad. Il propose l'envoi de casques bleus au Koweït et la convocation à terme d'une conférence internationale, mais il se heurte à l'intransigeance de Saddam Hussein.

- 13 janvier 1991 :
  - Javier Pérez de Cuéllar de retour d'Irak, de passage à Paris, déclare : « si vous croyez en Dieu, je vous demande de prier. Il y a toujours une chance de paix, mais malheureusement il y a toujours un risque de guerre ».
  - De son côté Saddam Hussein déclare : « la voie pour la restauration de la sécurité et de la stabilité dans la région passe par la restitution de la Palestine et la restauration des droits arabes spoliés ».

- 14 janvier 1991 :
  - Le Parlement irakien approuve la position de Saddam Hussein, excluant toute concession sur le Koweït et annonçant : « c'est un affrontement historique. L'Irak, inébranlable, a résolu de combattre », transformant ainsi le conflit en « guerre sainte » comme le proclame le Raïs devant la Conférence islamique internationale : « C'est une épreuve de force entre les infidèles et les croyants. Nous luttons pour la dignité. Notre paradis est celui qui est promis aux croyants (...) "le paradis est à l'ombre du sabre", dit le Coran ».
  - La Conférence islamique internationale décide d'appeler les populations musulmanes du monde entier à soutenir l'Irak, en rappelant que « le djihad est une obligation pour tous les musulmans en cas d'agression contre l'Irak », et, citant Mahomet « tu dois participer au djihad avec chaque émir, qu'il soit juste ou mauvais, et même s'il commet des péchés capitaux » ; l'authenticité de cette citation est aujourd'hui discutée.
  - L'opinion publique musulmane est en effervescence et s'exprime par des manifestations, des saccages et des attentats contre les intérêts des pays occidentaux (États-Unis, France et Grande-Bretagne) engagés dans l'opération « Bouclier du désert ».
  - Saddam Hussein ordonne d'inscrire sur le drapeau irakien « Allahu akbar ».

- 15 janvier 1991 :
  - À minuit tombé, l'ultimatum posé à l'Irak par la résolution 678 votée le 29 novembre dernier par le Conseil de sécurité de l'ONU expire. Les membres des Nations unies sont maintenant habilités à contraindre par la force les troupes irakiennes à évacuer le Koweït occupé.
  - À 1 h 0, la France dépose un ultime plan de paix devant le Conseil de sécurité de l'ONU, reprenant en six points la trame du discours que le président français François Mitterrand avait fait devant l'Assemblée générale des Nations unies, le 24 septembre dernier. Les responsables américains le renvoient à plus tard sans discussion.
  - À Moscou, le conseiller spécial pour le Proche-Orient de Mikhaïl Gorbatchev, Evgueni Primakov estime que : « si Saddam est sûr qu'il n'a le choix qu'entre mourir et se mettre à genoux pour mourir plus tard, il préférera la guerre, où tout le monde perdra ».

- 16 janvier 1991 : le Parlement français vote en faveur de l'engagement militaire français dans le Golfe (523 pour, 43 contre et 2 abstentions à l'Assemblée ; 290 pour et 25 contre au Sénat). À 20 h 0, dans une allocution radio-télévisée, le président français François Mitterrand déclare : « tout repose désormais sur notre cohésion nationale. La patrie fera face aux heures difficiles qui s'annoncent en préservant son unité ».

## Le conflit
- 16 janvier 1991 : Dix-neuf heures après la fin de l'ultimatum posé à l'Irak, l'opération Tempête du désert débute. Il s'agit de la plus puissante opération interalliée depuis 1945 : un millier d'avions, des dizaines de milliers de tonnes d'explosifs et des milliards de dollars de matériels électroniques vont être utilisés contre l'Irak.

- 18 janvier 1991 :
  - Alors qu'ils promettaient, au vu des manifestations d'avant le 15 janvier, d'être un million de personnes devant la Maison-Blanche, les pacifistes américains, regroupant des groupes religieux catholiques et protestants, des syndicats, Greenpeace, des anciens combattants, des écologistes, des associations d'homosexuels, des féministes et des partisans de la lutte contre le sida, ne réussissent à réunir que quelques centaines de personnes.
  - Selon un sondage, 80 % des américains témoignent de leur fidélité à leur président.
- 29 janvier 1991 : Démission du ministre français de la défense Jean-Pierre Chevènement, remplacé par Pierre Joxe. Le président François Mitterrand confie à son ministre démissionnaire : « On ne peut pas toujours se tourner vers les Américains quand cela va mal pour nous. Il faut aussi savoir être solidaires d'eux. Les Anglais sont dans le Golfe, nous aussi »[réf. nécessaire].
  - Bataille de Khafji, les troupes irakiennes lancent une offensive sur la frontière saoudienne.